# Hoàng Trung Hải
Hoàng Trung Hải (sinh ngày 27 tháng 9 năm 1959) quê quán tại xã Quỳnh Giao, huyện Quỳnh Phụ, tỉnh Thái Bình) là một chính trị gia người Việt Nam. Ông từng là đại biểu quốc hội Việt Nam khóa XIV nhiệm kì 2016-2021, thuộc đoàn đại biểu thành phố Hà Nội đại diện cho thị xã Sơn Tây và các huyện Ba Vì, Phúc Thọ và Thạch Thất. Ông từng là đại biểu quốc hội Việt Nam khóa VIII, XI và XIII, Bí thư Thành ủy Hà Nội khóa XVI (2016- 2020), Phó Thủ tướng Chính phủ Việt Nam (2007-2016), Bộ trưởng Bộ Công nghiệp Việt Nam (2002-2007). Trong Đảng Cộng sản Việt Nam, ông từng giữ chức Ủy viên Bộ Chính trị khóa XII, Phó Trưởng Bộ phận Thường trực chuyên trách Tiểu ban văn kiện Đại hội XIII của Đảng Cộng sản Việt Nam.

## Xuất thân
Ông sinh ngày 27 tháng 9 năm 1959 tại xã Quỳnh Giao, Quỳnh Phụ, Thái Bình. Ông hiện cư trú ở Số 2 ngõ 36 đường Hoàng Ngọc Phách, quận Đống Đa, thành phố Hà Nội.

## Giáo dục
- Giáo dục phổ thông: 10/10[1]
- Ông theo học và tốt nghiệp bậc Trung học tại trường Trung học phổ thông Trần Phú - Hoàn Kiếm.[cần dẫn nguồn]
- 7/1976 – 10/1981: Sinh viên trường Đại học Bách khoa Hà Nội
- Kĩ sư, sau đại học về Hệ thống điện[1]
- Thạc sĩ Quản trị kinh doanh[1]
- Cử nhân lí luận chính trị[1]

Sau khi tốt nghiệp Đại học Bách khoa Hà Nội, ông Hoàng Trung Hải có thời gian làm việc tại Nhà máy Điện Phả Lại (Hải Dương), sau đó theo học và tốt nghiệp khóa đào tạo sau đại học Khoa Hệ thống điện của Đại học Bách khoa.

## Sự nghiệp
- Ông gia nhập Đảng Cộng sản Việt Nam vào ngày 20/11/1990.[1]
- Ông từng là đại biểu Quốc hội Việt Nam khóa VIII, XI, XIII, XIV.[1]
- 11/1981- 7/1991: Kỹ sư, Trưởng kíp, Trưởng ca, Phó quản đốc phân xưởng rồi Trưởng phòng Kỹ thuật, Phó Kỹ sư chính vận hành Nhà máy Điện Phả Lại; sau đó theo học và tốt nghiệp khóa đào tạo sau đại học Khoa Hệ thống điện, Đại học Bách khoa Hà Nội. Đại biểu Quốc hội khóa VIII.
- 8/1991 – 8/1993: Trưởng phòng Thư ký tổng hợp, sau là Trưởng phòng Kinh tế đối ngoại, Công ty Điện lực I Hà Nội.
- 9/1993-9/1995: Phó Văn phòng kiêm Trưởng phòng Tổng hợp, Bộ Năng lượng; sau học thạc sĩ quản trị kinh doanh tại Trường Đại học Dublin, Cộng hòa Ireland.
- 9/1995-6/1997: Ủy viên Hội đồng quản trị kiêm Trưởng ban Kiểm soát Tổng Công ty Điện lực Việt Nam.
- 7/1997-3/1998: Ủy viên Ban cán sự Đảng, Thứ trưởng Bộ Công nghiệp.
- 4/1998-8/2000: Ủy viên Hội đồng quản trị, Tổng Giám đốc Tổng Công ty Điện lực Việt Nam.
- 8/2000-4/2001: Ủy viên Ban Cán sự đảng, Thứ trưởng Bộ Công nghiệp; Ủy viên Ban Chấp hành Đảng bộ khối cơ quan Kinh tế Trung ương.
- 4/2001-7/2002: Phó Bí thư Ban Cán sự Đảng, Thứ trưởng Thường trực Bộ Công nghiệp. Tại Đại hội đại biểu toàn quốc lần thứ IX của Đảng được bầu vào Ban Chấp hành Trung ương Đảng Cộng sản Việt Nam, đại biểu Quốc hội khóa XI.
- 8/2002-7/2007: Uỷ viên Ban Chấp hành Trung ương Đảng Cộng sản Việt Nam, Bí thư Ban Cán sự đảng, Bộ trưởng Bộ Công nghiệp. Tại Đại hội Đại biểu toàn quốc lần thứ X của Đảng được bầu vào Ban Chấp hành Trung ương Đảng Cộng sản Việt Nam.
- Từ 8/2007 đến 4/2016: Uỷ viên Ban Chấp hành Trung ương Đảng Cộng sản Việt Nam, Ủy viên Ban Cán sự đảng Chính phủ Việt Nam, Phó Thủ tướng Chính phủ Việt Nam phụ trách về lĩnh vực kinh tế ngành của Chính phủ.
- 4/4/2008, ông được Thủ tướng bổ nhiệm làm trưởng Ban Chỉ đạo Trung ương về chính sách nhà ở,[3] sau đổi tên thành Ban Chỉ đạo Trung ương về chính sách nhà ở và thị trường bất động sản[4]
- Tại Đại hội Đại biểu toàn quốc lần thứ XI của Đảng được bầu vào Ban Chấp hành Trung ương Đảng Cộng sản Việt Nam khóa XI; đại biểu Quốc hội khóa XIII.
- Tại Kỳ họp thứ nhất Quốc hội Khóa XIII ngày 3/8/2011 được Quốc hội phê chuẩn tiếp tục làm Phó Thủ tướng Chính phủ Việt Nam.
- 27/12/2011 đến 2/2016: Trưởng ban Chỉ đạo Nhà nước về Quy hoạch phát triển điện lực quốc gia.
- Tại Đại hội Đại biểu toàn quốc lần thứ XII của Đảng được bầu lại vào Ban Chấp hành Trung ương, được Trung ương bầu vào Bộ Chính trị.
- 5 tháng 2 năm 2016, được Bộ Chính trị phân công giữ chức Bí thư Thành ủy Hà Nội, Bí thư Đảng ủy Bộ Tư lệnh Thủ đô.
- 2/2016: Phó Thủ tướng Hoàng Trung Hải thôi phụ trách khối kinh tế ngành và phát triển sản xuất theo Quyết định số 1476/QĐ-TTg ngày 25 tháng 8 năm 2011 của Thủ tướng Chính phủ để nhận nhiệm vụ Bí thư Thành ủy Hà Nội.[5]
- Ngày 7 tháng 2 năm 2020, Bộ Chính trị Ban Chấp hành Trung ương Đảng Cộng sản Việt Nam khóa 12 phân công ông thôi chức vụ Bí thư Thành ủy Hà Nội và giữ chức vụ Phó Trưởng Bộ phận Thường trực chuyên trách Tiểu ban văn kiện Đại hội XIII của Đảng Cộng sản Việt Nam (trưởng tiểu ban là Tổng bí thư Nguyễn Phú Trọng).[6] [7]
- 27/11/2021: Nghỉ hưu theo chế độ. [8] [9]

### Đại biểu Quốc hội Việt Nam khóa XIV nhiệm kì 2016-2021 thành phố Hà Nội
Ông đã trúng cử Đại biểu Quốc hội Việt Nam khóa XIV nhiệm kì 2016-2021 thành phố Hà Nội vào ngày 22 tháng 5 năm 2016 ở đơn vị bầu cử số 8 thành phố Hà Nội gồm thị xã Sơn Tây và các huyện Ba Vì, Phúc Thọ và Thạch Thất, được 520.972 phiếu, đạt tỷ lệ 87,16% số phiếu hợp lệ.
Ngày 18 tháng 2 năm 2020, sau khi nhận hình thức kỷ luật của Đảng, ông Hoàng Trung Hải thôi giữ chức Trưởng đoàn đại biểu quốc hội thành phố Hà Nội.

## Kỷ luật

### Kỷ luật
Ngày 9 tháng 12 năm 2019 Ủy ban Kiểm tra Trung ương Đảng Cộng sản Việt Nam khóa 12 đã đề nghị xem xét kỷ luật ông Hoàng Trung Hải vì thời gian làm Phó Thủ tướng đã "có vi phạm, khuyết điểm khi cho một số ý kiến chỉ đạo đối với Dự án TISCO II"..
Theo Văn phòng Trung ương Đảng Cộng sản Việt Nam khóa 12, ngày 10 tháng 1 năm 2020, Tổng bí thư, Chủ tịch nước Nguyễn Phú Trọng đã chủ trì Hội nghị Bộ Chính trị xem xét, thi hành kỷ luật ông Hoàng Trung Hải, Ủy viên Bộ Chính trị, Bí thư Thành ủy Hà Nội, nguyên Ủy viên Ban Cán sự Đảng, nguyên Phó Thủ tướng Chính Phủ.
Sau khi xem xét đề nghị của Ủy ban Kiểm tra Trung ương, Bộ Chính trị Ban Chấp hành Trung ương Đảng Cộng sản Việt Nam khóa 12 cho rằng, trong thời gian giữ cương vị Ủy viên Ban Cán sự Đảng, Phó Thủ tướng Chính phủ, ông Hoàng Trung Hải đã có những vi phạm, khuyết điểm nghiêm trọng trong quá trình chỉ đạo thực hiện Dự án mở rộng sản xuất giai đoạn II - Công ty Gang thép Thái Nguyên (Dự án TISCO II").
Cụ thể, theo Bộ Chính trị, ông Hải đã thiếu trách nhiệm, không xem xét, cân nhắc thấu đáo ý kiến của các bộ, ngành, cho ý kiến không rõ ràng, thiếu chặt chẽ, không đúng Hợp đồng EPC số 01#, không đúng quy chế làm việc của Chính phủ đối với việc xem xét một số phát sinh về giá vật liệu xây dựng, điều chỉnh giá trị Hợp đồng gói thầu EPC số 01# của Dự án TISCO II và tăng chi phí Phần C của Hợp đồng; cho ý kiến điều chỉnh tổng mức đầu tư Dự án TISCO II và vay vốn tín dụng ưu đãi, vi phạm quy định về tín dụng đầu tư và tín dụng xuất khẩu của nhà nước.
Bên cạnh đó, ông Hải đã thiếu kiểm tra và chỉ đạo kiểm tra theo Quy chế làm việc của Chính phủ nên không phát hiện được việc TISCO tách Phần C ra khỏi Hợp đồng EPC số 01# và giao cho Tổng Công ty cổ phần Xây dựng công nghiệp Việt Nam thực hiện, làm thay đổi bản chất và phá vỡ nguyên tắc quản lý Hợp đồng EPC nói trên.
Ngoài ra, ông Hải cũng đã đồng ý cho TISCO thanh toán các khoản chi phí trả cho MCC không đúng với Hợp đồng EPC số 01# của Dự án TISCO II.
Bộ Chính trị kết luận, những vi phạm, khuyết điểm nêu trên của ông Hoàng Trung Hải là nghiêm trọng, gây bức xúc trong xã hội, ảnh hưởng xấu đến uy tín của tổ chức Đảng và cá nhân ông Hải, đến mức cần phải xử lý nghiêm minh theo quy định của Đảng.
Từ đó, ngày 10 tháng 1 năm 2020, Bộ Chính trị Ban Chấp hành Trung ương Đảng Cộng sản Việt Nam khóa 12 quyết định thi hành kỷ luật Hoàng Trung Hải với hình thức cảnh cáo.

### Sau khi bị kỷ luật
Sau khi bị kỷ luật, ông Hải vẫn giữ nguyên chức vụ Ủy viên Bộ Chính trị khóa 12. Ngày 13 tháng 10 năm 2020, ông Hải thay mặt Bộ Chính trị tham dự và phát biểu chỉ đạo tại Đại hội đảng bộ tỉnh Tiền Giang. Tiếp đó, ngày 15 tháng 10 năm 2020, ông Hải thay mặt Bộ Chính trị tham dự và phát biểu chỉ đạo tại Đại hội đảng bộ tỉnh Bình Định.

## Gia đình
Phu nhân của ông Hoàng Trung Hải là bà Phan Thị Hương, quê quán huyện Đức Thọ, tỉnh Hà Tĩnh, là Chuyên viên Vụ KHCN các ngành Kinh tế - Kỹ thuật, Bộ Khoa học và Công nghệ.  Ông có hai con trai đều đang ở tuổi học phổ thông: con trai cả tên là Hoàng Phan Tùng đang du học ở Pháp; con trai thứ hai là Hoàng Phan Bách đang học chuyên Anh tại trường Trung học phổ thông chuyên Hà Nội - Amsterdam .